# Mućka republika
Partizanska republika, nalazila se sjeverno od Splita, oko mjesta Muća i Gizdavca.
Površine je bila otprilike 100 – 120 km četvornih.
Trajala je nekoliko mjeseci. 
U povijesnim spisima je nalazimo i kao Gizdavačka republika.